# Dischidia formosana
Dischidia formosana là một loài thực vật có hoa trong họ La bố ma. Loài này được Maxim. mô tả khoa học đầu tiên năm 1877.